# Joseph Elgiser
Joseph Moissejowitsch Elgiser (russisch Иосиф Моисеевич Эльгисер, * 29. Dezember 1929 Nowij Schutschzi bei Czernowitz, damals Rumänien; † 26. Mai 2014) war ein sowjetischer bzw. ukrainischer Arzt, Komponist, Musikpädagoge und Pianist.

## Leben
Joseph Moiseevich Elgiser wurde 1929 als Sohn eines jüdischen Tischlers in Nowij Schutschzi (Sadgora), damals ein Vorort der Stadt Czernowitz (heute eingemeindet), geboren. Die Bukowina wurde 1940 zum Großteil von der Sowjetunion annektiert.
Nach der Rückeroberung der Bukowina 1941 deportierten die rumänischen Besatzer ihn in ein Konzentrationslager in Transnistrien (rumänisches Besatzungsgebiet) in der heutigen Oblast Winnyzja, später in ein Ghetto der Stadt Kopaihorod, ebenfalls in der Oblast Winnyzja. Nach der Befreiung der Ukraine durch die sowjetische Armee kehrte er 1944 in das nunmehr wieder sowjetische Czernowitz zurück.
Er studierte zunächst Medizin im medizinischen Institut Czernowitz und praktizierte dann sechs Jahre als Chirurg im Krankenhaus Grosinzy im Rajon Chotyn, Gebiet Czernowitz.
1952 begann er sich mehr und mehr der Musik zuzuwenden, indem er zunächst Mitglied des Gebietsverbandes der Komponisten Czernowitz wurde, später, im Jahr 2000, Mitglied des Komponistenverbandes der Ukraine.
1955 schloss er mit Auszeichnung die Klavierausbildung der Musikfachschule in Czernowitz ab. Er arbeitete danach als Pädagoge und Konzertmeister im „Schülerpalast“ in dieser Stadt. 1961 nahm er die Anstellung als Musikpädagoge für Klavier in der Musikfachschule an und unterrichtete dort mehr als 30 Jahre „Methodik des Klavierspieles“. 1965 schloss er seine Ausbildung an der Musikhochschule P. I. Tschaikowsky in Kiew ab. Er arbeitete mit bekannten Musikern wie Mstislaw Rostropowitsch, Dmytro Hnatjuk, Marija Stefjuk, Anatoli Solowjanenko, Oleg Kryssa und Pablo Karmaljuk.
Seine eigene Konzerttätigkeit blieb zuerst auf die Konzertsäle Osteuropas beschränkt und führte ihn bis Kiew und Moskau. Nach der politischen Wende wurden auch die Musikmanagements westlicher Länder auf ihn aufmerksam und luden ihn zu Konzerten nach Wien, Venedig, Taormina, Valetta und ins österreichische Festspielstädtchen Ossiach. Aus mehreren Festivals ging er als Preisträger hervor.
Zwischen 1998 und 2001 organisierte und gestaltete er in Czernowitz eine Reihe von historisch-musikalischen Abenden in verschiedenen Sälen der Stadt. Dabei spielte er insgesamt über 400 Werke von Bach, Schubert, Schumann, Chopin, Mozart, Brahms und Weber. Es war nicht allein die interpretatorische Qualität, die Beachtung fand, sondern auch die enorme Gedächtnisleistung: Sämtliche Werke spielte er frei aus dem Kopf.
Elgiser war in der Ukraine als Komponist, Musikwissenschaftler, ständiger Autor von Zeitungsartikeln und Rezensionen sowie Autor von Artikeln des Ukrainischen musikalischen Wörterbuchs bekannt. Er hat mehr als 200 Klavier- und Orchesterwerke komponiert, zahlreiche Kammermusikwerke, rund 70 Lieder, Romanzen, Chor- und andere Vokalwerke mit zum Teil eigenen Texten. Seit 2008 wird der Komponist in Deutschland auch unter dem Namen „Ölgießer“ oder auch „Ohlgießer“ bekannt. Einige Kompositionen sind in Jüdische Musik, Band I zusammengefasst. Er enthält Themen von Tänzen wie dem Freylech (fröhlich) bis zu Erinnerungen an das Lager.

## Preise und Auszeichnungen
- Vorobkevich-Preis
- 1999: Verdienter Künstler der jüdischen Kultur in der Ukraine
- 199: Goldene Medaille der UNESCO, Titel „Der goldene Name der Weltkultur“[2]